# 7741 Fedoseev
7741 Fedoseev è un asteroide della fascia principale. Scoperto nel 1983, presenta un'orbita caratterizzata da un semiasse maggiore pari a 2,3709227 UA e da un'eccentricità di 0,1848984, inclinata di 13,89761° rispetto all'eclittica.